# بيير كاستل
بيير كاستل (بالفرنسية: Pierre Castel)‏ هو شخصية أعمال فرنسي، ولد في 17 أكتوبر 1926 في Berson, Gironde ‏ في فرنسا.